# 放課後ウインド・オーケストラ
『放課後ウインド・オーケストラ』（ほうかごウインド・オーケストラ）は、宇佐悠一郎による日本の漫画作品。『ジャンプスクエア』（集英社）にて2008年4月号から2009年6月号まで連載され、最終話は増刊『ジャンプSQ.II』第3号に掲載された。

## ストーリー
趣味は睡眠・特技は授業中気配を消すこと・成績は中の下・帰宅部……という平凡な高校生、平音佳敏。そんな中、吹奏楽に情熱を注ぐ少女・藤本鈴菜と出会ったとき何かが動き始める。

## 登場人物

### 私立千代谷高校

#### 吹奏楽部
平音 佳敏（へいおん よしとし）
本作の主人公。1年E組。11月14日生まれの15歳。O型。好きなものは平和。好きなタイプは控えめでおとなしい人。パートはトランペット。
男子吹奏楽部員。趣味は睡眠、特技は授業中に気配を消すこと、成績は中の下で帰宅部という所謂「平凡」だったが、鈴菜と出会い、吹奏楽に目覚め、音楽に関して全くの素人ながら成り行きで部長となり、吹奏楽部の再建をすることになる。登場はしていないが、兄弟がいる。
藤本 鈴菜（ふじもと りな）
本作のヒロイン。1年E組。10月15日生まれ。B型。好きなものは部活。パートはトランペット。
女子吹奏楽部員。千賀中の吹奏楽部出身で、佳敏を吹奏楽部に入部するきっかけを作った人物。普段はおしとやかな性格だが、吹奏楽への情熱は極めて強く、吹奏楽を貶されると180度性格が変わる。その情熱ゆえに、演奏中に力み過ぎてミスを犯すことがある。
音楽の話を詳しく説明するときに、どこからかフリップを出して解説するフリップ芸（?）の持ち主。渋谷に行ったことがない。唯に言わせると「部活以外はすっからかん」。
長谷部 唯（はせべ ゆい）
1年E組。12月2日生まれ。B型。好きなコトは渋谷で買い物をする事。好きなタイプはイケメン。パートはアルトサックス。
女子吹奏楽部員。鈴菜の友人。快活なお調子者だが、責任転嫁や嘘泣きをするなど、したたかな一面も持ち合わせている。吹奏楽部の再建のために、鈴菜と一緒に佳敏に協力し、部員募集の呼びかけをする。その後「面白そう」という理由で吹奏楽部に入部。
小宮山 智恵（こみやま ちえ）
2年C組。3月12日生まれ。AB型。パートはクラリネット。
女子吹奏楽部員。関西弁を話し、眼鏡をかけている。
廃部にされる前から元々いた部員の一人で、吹奏楽部が廃部された時に反対をしなかったが、佳敏らの勧誘の一部始終を見て再びやる気を得て、他の元部員に声をかけるなどの協力をした。その後は新米部長の佳敏を助け、細やかな実務をこなして部の再建を手伝っている。
岩崎 圭輔（いわさき けいすけ）
1年C組。7月23日生まれ。A型。好きなものは購買のコロッケで、好きなタイプはグラマーでおしとやかな人。
男子吹奏楽部員。佳敏らの勧誘に惹かれ、吹奏楽に興味を持ち入部。パートは手足が長いという理由で選んだトロンボーン。
桜井 千砂（さくらい ちさ）
1年B組。5月22日生まれ。O型。好きなもの及びパートはチューバ。
女子吹奏楽部員。可愛い系で、恥ずかしがり屋。小柄ながら胸が大きいのが特徴。
松田 梓（まつだ あずさ）
3年女子の吹奏楽部員。パートはパーカッション。
ぶっきらぼうだが、意外と面倒見の良い性格。一時は吹奏楽部を辞めていたが、後に復帰。
矢澤 智樹（やざわ ともき）
1年男子の吹奏楽部員。松田梓を慕っている。留年組（3バカ）の1人。入部当初はパーカッションに関しては全くの素人であったが、梓の指導により、それなりの実力を得ていたようである。
羽田 篤（はだ あつし）
1年男子の吹奏楽部員。松田梓を慕っている。留年組（3バカ）の1人。
江藤 良太（えとう りょうた）
1年男子の吹奏楽部員。松田梓を慕っている。留年組（3バカ）の1人。
日向 満男（ひなた みつお）
1年男子の吹奏楽部員。パートはオーボエ。やや気弱で、穏やかな性格。千代谷高校には、特待生扱いで入っている。
神崎 由紀（かんざき ゆき）
2年A組。好きなもの及びパートはユーフォニアム。
女子吹奏楽部員。おしとやかな風貌。ユーフォニアムを貶されると静かに怒る。とある事件により、梓を目の敵にしていたが後に和解。
一条 華織（いちじょう かおり）
2年F組。好きなもの及びパートはフルート。
女子吹奏楽部員。凛とした風貌。フルートを貶されると静かに怒る。
畑山 龍一（はたやま りゅういち）&畑山 辰二（はたまや たつじ）
2年G組。パートはトロンボーン。
男子吹奏楽部員で、双子の兄弟。
下田 浩（しもだ ひろし）
3年C組。パートはテナーサックス。
男子吹奏楽部員。好きなものはローカル電車。小柄で丸眼鏡をかけている。
日比野（ひびの）
1年男子の吹奏楽部員。
4月末の部活動発表会後に入部。トランペットパートオーディションに出場し、見事合格した。
荒木（あらき）
1年女子の吹奏楽部員。
4月末の部活動発表会後に入部。トランペットパートオーディションに出場したが、不合格になり、打楽器に転向。ポニーテール。

#### その他
月川 海澄（つきかわ かすみ）
1年B組。2月14日生まれ。B型。パートはトランペット。
男子生徒。吹奏楽部に所属してはいないが、部活動発表会では力を貸すなど、再建には協力をしている。クールで少し気障な性格。一人っ子で、そのためか小さい子供の相手が苦手な模様。成り行きではあるが、吹奏楽部を文句を言いつつも手助けする良い人。
トランペットの実力は相当なもので、中学時代、全国ソロコンテストで全国1位・審査員特別賞を受賞している。
シロー
1年A組。
男子生徒。佳敏とは小学校が同じ幼馴染で、佳敏のことは「敏ちん」と呼ぶ。底抜けに明るく能天気な性格。事あるごとに佳敏に構っていて、しょっちゅう佳敏の家に入り浸ってはテレビゲームをして遊んでいる。
千代谷高校に多額の寄付をしている、とある会社の社長令息で、家は裕福だが、500円玉が落ちていると佳敏に嘘を吐かれた時に、必死でそれを探すなど、せこい一面を持つ。吹奏楽部に入るつもりはさらさら無い模様。

### 楽器専門店「MAINZ」（マインツ）
毛利 奈央（もうり なお）
「MAINZ」オーナーの孫娘で、店員でもある10歳の小学5年生。
バイトの三矢に恋心を抱いており、優也の前では猫を被るなど、ませた性格をしている。
三矢 優也（みつや ゆうや）
「MAINZ」の店員。「MAINZ」でアルバイトをしている19歳の音大生。ホルンを専攻。

### 私立賢洋高校
桑野 新太郎（くわの しんたろう）
1年男子の吹奏楽部部長。パートはバスクラリネット。なりゆきで部長に就任したらしいが、実際は実力を買われて部長となった。一見すると温和な性格のように見えるが、自身の実力より劣る者を見下す面がある。また、吹奏楽に関しては厳格。
佐藤 一花（さとう かずは）
2年女子の吹奏楽部副部長。パートはホルン。常に冷静沈着。
天野 恵介（あまの けいすけ）
1年男子の吹奏楽部員。パートはファーストトランペット。海澄と面識があるようだが、詳細不明。
平音佳敏を遥かに凌ぐ巨体の持ち主。
月川 恭一（つきかわ きょういち）
海澄の父で、吹奏楽曲中心の作曲・編曲家。賢洋高校の音楽監督も務めている。温厚だが、情熱的な指導で講師としての人気も高い、吹奏楽界の重要人物。その実力は、賢洋高校を吹奏楽コンクールの全国大会に導くほど。中学3年生の時の鈴奈と面識があり、その際、失敗を悔やむ彼女にアドバイスを送っている。

## 単行本
- 宇佐悠一郎『放課後ウインド・オーケストラ』集英社〈ジャンプ・コミックス〉
  1. 2008年7月4日発売 ISBN 978-4-08-874560-2
  2. 2009年1月5日発売 ISBN 978-4-08-874625-8
  3. 2009年4月3日発売 ISBN 978-4-08-874684-5
  4. 2009年9月4日発売 ISBN 978-4-08-874751-4